# Municipio El Hatillo
El Hatillo es un municipio perteneciente al Estado Miranda, Venezuela y forma parte del distrito metropolitano de Caracas, junto a Baruta, Sucre, Chacao y Libertador. Su capital es la ciudad de El Hatillo y la ciudad cuenta con una superficie de 114 km² y limita al norte con el Municipio Baruta y Municipio Sucre, al sur con Baruta y Paz Castillo, al este con el Municipio Sucre y al oeste con el Municipio Baruta. En la ciudad hay lugares de interés como la Plaza Bolívar y todo el casco histórico. El Hatillo fue declarado patrimonio nacional por el valor arquitectónico de las casas coloniales de la zona.

## Historia

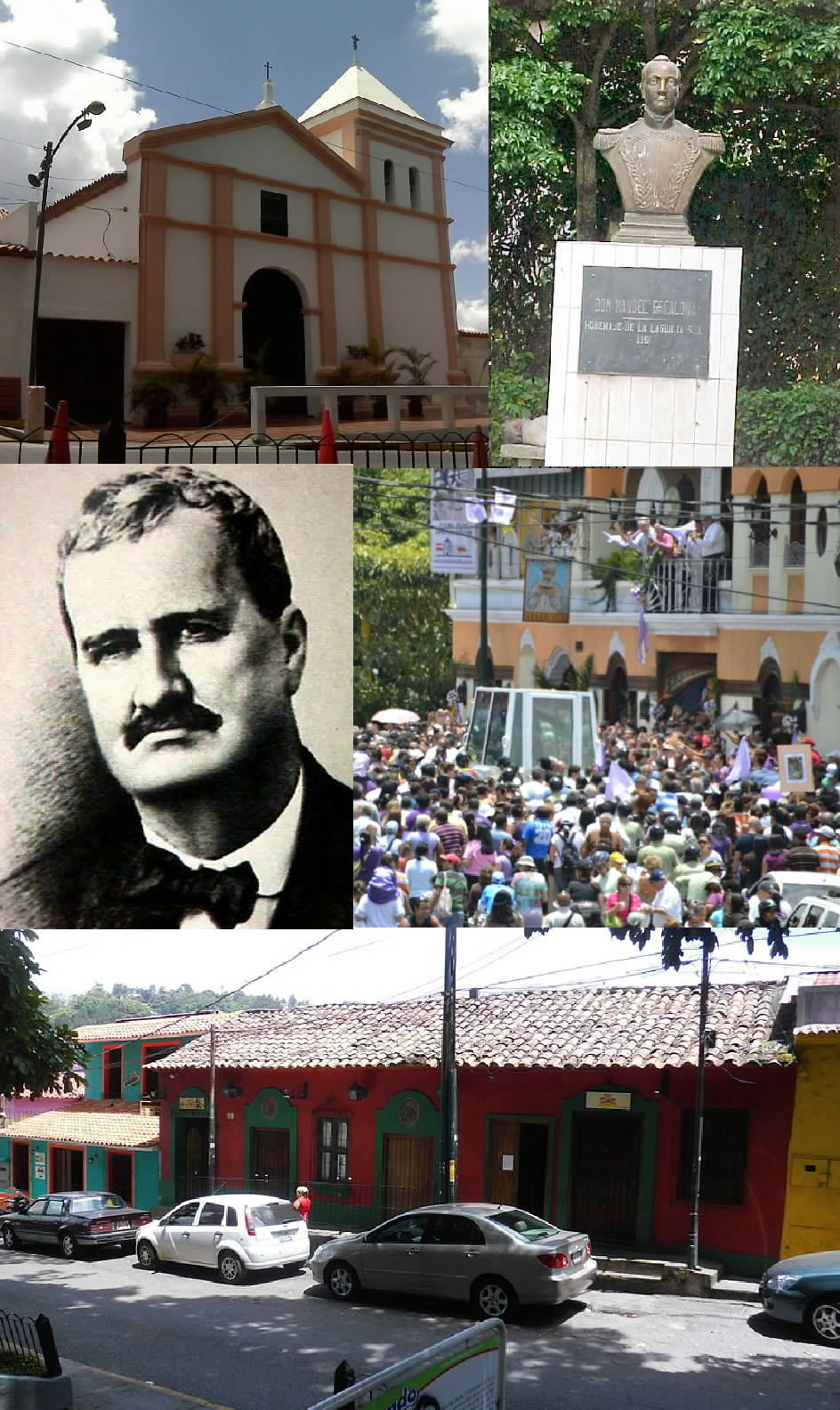
Iglesia Santa Rosalía, Juan Manuel Escalona; Ricardo Zuloaga; Procesión del Nazareno de San Pablo en el Hatillo; Casa de Baltazar de León

El Hatillo, conocido como el pueblo de El Hatillo, fue fundado por Baltazar de León en 1784, y poco después se inaugura la iglesia de Santa Rosalía de Palermo, de estilo barroco, que constituye el símbolo cultural más importante de El Hatillo.
De este pueblo procedía una parte de la gente que marchó a El Calvario de Caracas para protestar y comenzar la lucha por la independencia de Venezuela. Estos estaban comandados por el capitán Juan Manuel de Escalona, para ese entonces Corregidor y Teniente de Justicia Mayor de Baruta y de El Hatillo, él y sus compañeros se dirigieron a Caracas con intención de ayudar al capitán general Vicente Emparan, pues eran amigos cercanos y fue él quien le dio el puesto de Corregidor, pero al llegar a Caracas ya había pasado el momento en que el pueblo dijo que no quería al Capitán General, y para no quedar mal, Escalona decide aliarse a los patriotas. 
El Hatillo, luego de la independencia, quedó en silencio hasta que el gobierno venezolano, en el siglo XX, decidió que El Hatillo formara parte del municipio de Baruta. Para el 12 de noviembre de 1895 el ingeniero Ricardo Zuloaga en presencia del presidente de la república Joaquín Crespo inauguró la planta hidroeléctrica de El Encantado en territorio hatillano, primera de América Latina y segunda en el mundo. A la población de El Hatillo llegó el primer automóvil en 1924. En 1936 presidente de la república el general Eleazar López Contreras dueños de la hacienda La Lagunita dona 10 hectáreas para la puesta en funcionamiento del colegio Conopoima. Con el devenir del tiempos el territorio de El Hatillo se fue convirtiendo en una de las principales zonas agrícolas del área metropolitana de Caracas, al irse dedicando las antiguas áreas agrícolas del propio valle de Caracas (como el municipio Chacao, Petare y otras zonas y urbanizaciones) a ser residenciales, y al estar dedicadas a la industria, el comercio y los servicios. 
Con la relativa proximidad a Caracas y la gran expansión de la capital en la segunda mitad del siglo XX, todos los municipios del este y sureste de la capital (Baruta, Chacao, El Hatillo y Petare) se convirtieron en parte importante en los planes de expansión de la misma. Así, a pesar de que formó parte durante mucho tiempo del municipio Sucre del estado Miranda (Petare), sus habitantes protestaron muchas veces en pro de tener un gobierno municipal autónomo, lográndose esta reivindicación en 1991, cuando El Hatillo logra la autonomía y tiene a su primer alcaldesa en 1993, Mercedes Hernández de Silva, con periodo hasta 1996, cuando la sucedió en ese cargo de alcaldesa, Flora Aranguren, quién ganó el puesto con la mayoría de los votos, y que gobernó hasta el 2000. Para los dos cuatrienios 2000-2004 y 2004-2008 el Municipio estuvo durante dos períodos constitucionales bajo la gerencia de Alfredo Catalán. En las elecciones regionales de 2008, la presidenta del Concejo municipal de El Hatillo Myriam Do Nascimento, resultó elegida alcaldesa del Municipio para el período 2008-2012. El 10 de marzo de 2011 se realizó una procesión del Nazareno de San Pablo por las calles del municipio.
Para el 2017, en el municipio se presentan fuertes protestas en contra del gobierno nacional y el 9 de agosto del mismo año, el alcalde del municipio El Hatillo, David Smolansky es sancionado por la Sala Constitucional del Tribunal Supremo de Justicia de Venezuela a 15 meses de prisión por desacato al máximo tribunal de la república.

## Geografía

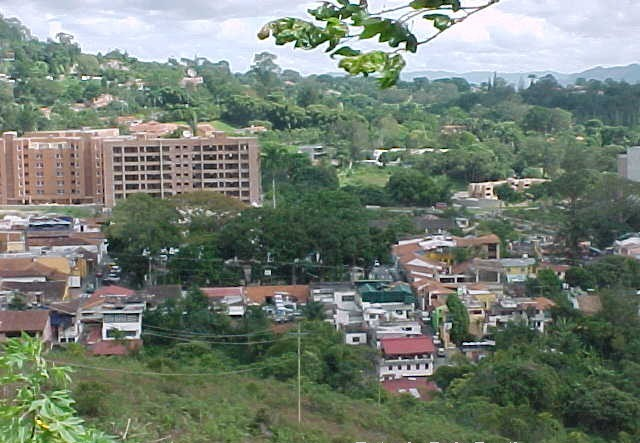
Vista del pueblo de El Hatillo.

El municipio está situado en una zona montañosa, en la región centro-norte. Su superficie es de 81 km². Su única parroquia es la de Santa Rosalía de Palermo.

### Clima
El municipio presenta un clima templado de montaña, con temperaturas que oscilan entre los 10 °C y los 29 °C, dependiendo de la época del año. Los registros más bajos suelen producirse entre los meses de noviembre y febrero, coincidiendo con la temporada seca y los vientos alisios del noreste.
Debido a su altitud superior al promedio del resto del Área Metropolitana de Caracas, esta jurisdicción es reconocida como una de las zonas más frías del distrito capitalino, lo que influye tanto en su vegetación como en sus patrones de asentamiento y estilo de vida.

### Fauna

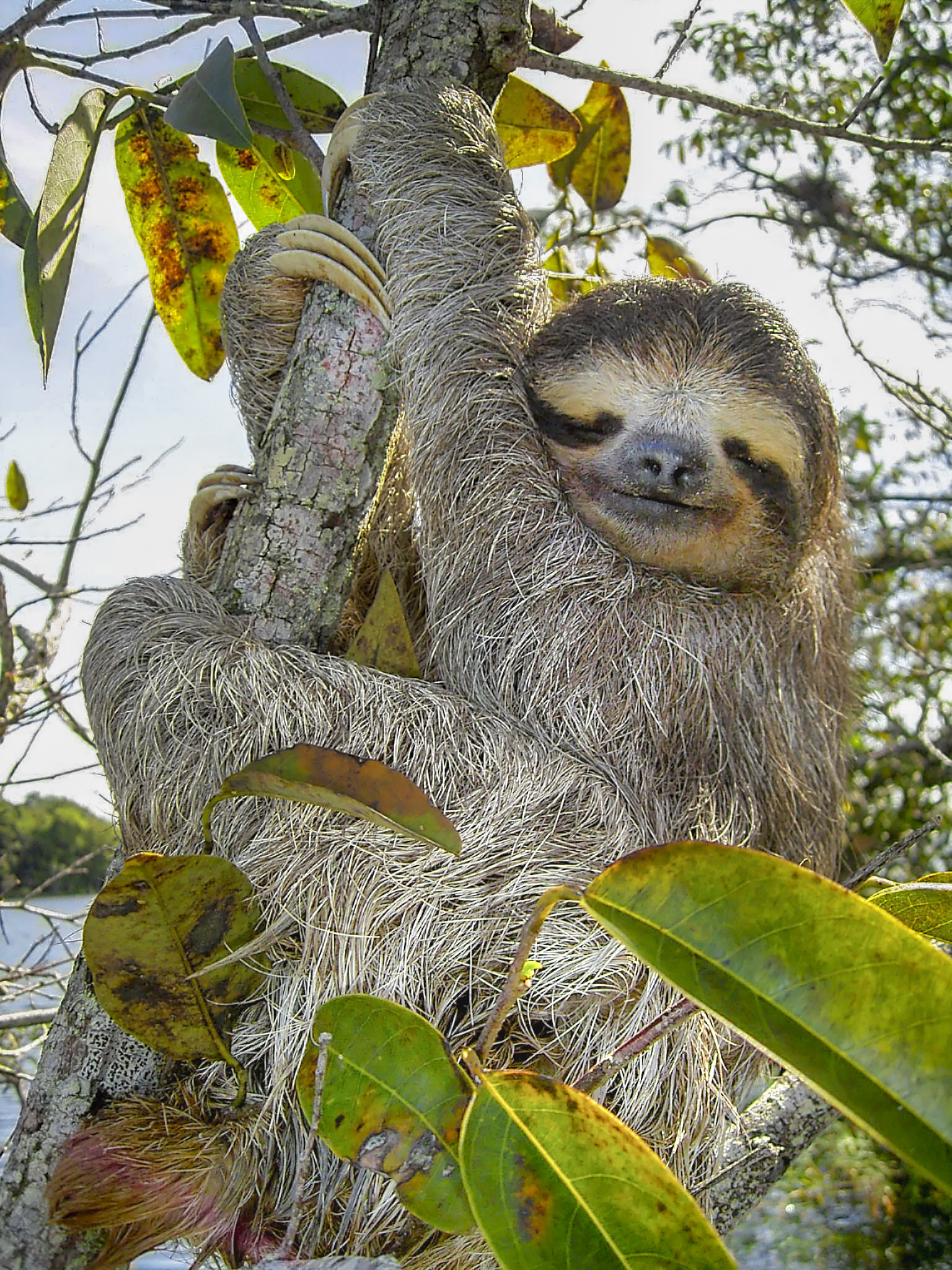
Pereza

En las áreas montañosas, de ríos y quebradas del municipio es común observar mamíferos como el rabipelado (Didelphis marsupialis) rata espinosa (Proechimys sp.), la ardilla (Sciurus granatensis), cachicamo montañero (Dasypus novemcinctus), puercoespín (Coendou prehensilis), el picure (Dasyprocta leporina), la pereza (Bradypus tridactylus) muy común en todas las zonas del municipio, el conejo (Sylvilagus brasiliensis), y el ya casi desaparecido del área municipal, el venado matacán (Mazama americana) que era común en la zona de Turgua[cita requerida]. Adicionalmente en la noche es común observar murciélagos entre los que destacan el murciélago de listas (Saccopteryx bilineata), murciélago frugívoro común (Artibeus jamaicensis), vampiro común (Desmodus rotundus)  y murciélago casero (Molossus molossus). En la zona de las cuevas Los Carraos y Zuloaga se han señalados las especies de murciélagos insectívoros Natalus tumidirostris, Myotis keaysi y del género Tadarida (Tadarida aurispinosa).

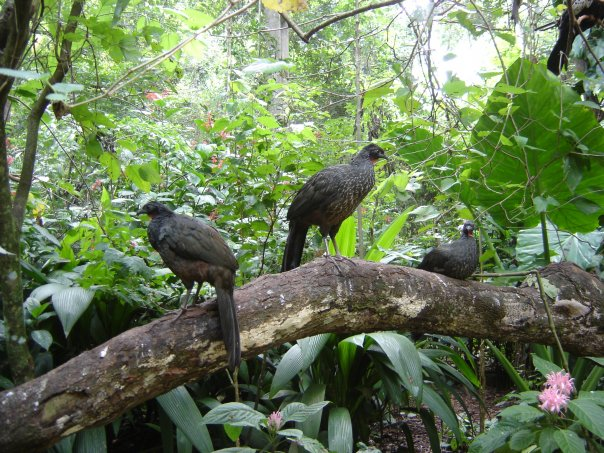
Guacharaca (Ortalis ruficauda).

En este municipio puede observarse un gran número de aves, habiéndose señalado la existencia de más 200 especies citadas. Entre las especies más comúnmente observadas en el aérea se encuentran: Caricare sabanero (Milvago chimachima), gavilán habado (Buteo magnirostris), gabilan teje (Buteo albicaudatus), oripopo (Cathartes aura), lechuzón orejudo (Asio clamator), guacharaca Ortalis ruficauda, maracaná (Ara severa), arrendajo (Cacicus cela), carpintero habado (Melanerpes rubricapillus), pavita hormiguera (Thamnophilus doliatus), mielero verde (Chlorophanes spiza), azulejo de palmera (Thraupis palmarum), pitirre chicharrero (Tyrannus melancholicus), tángara cabeza de lacre (Tangara gyrola), tángara pintada (Tangara guttata), querrequerre (Cyanocorax yncas, sorocuá acollado (Trogon collaris), colibrí mango pechinegro (Anthracothorax nigricollis), amazilia bronceada coliazul (Amazilia tobaci), conoto negro (Psarocolius decumanus) y paraulata negra (Platycichla flavipes).

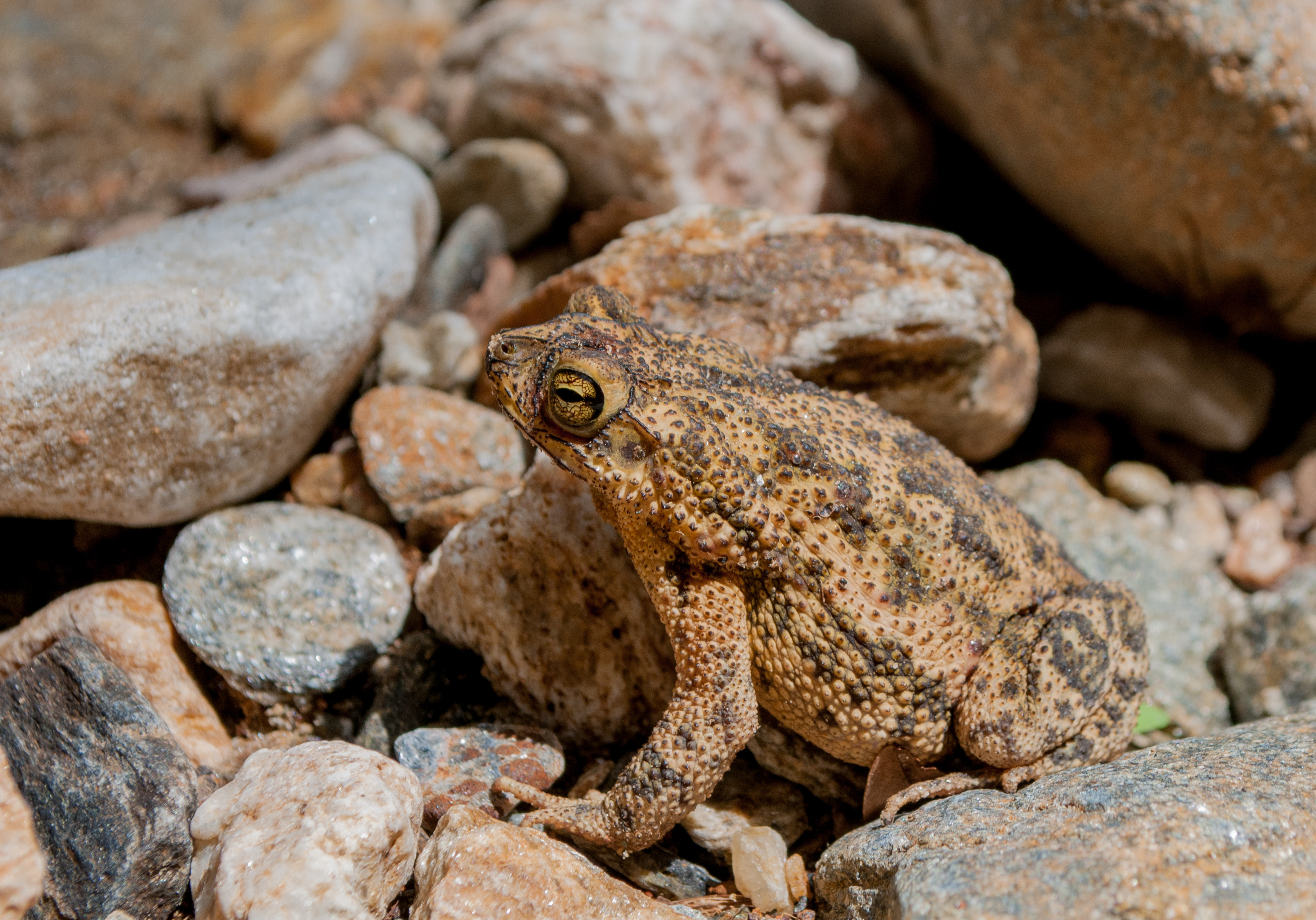
Sapo (Bufo marinus).

La herpetofauna hatillana, en lo que anfibios se refiere, está constituida por sapos y ranas, que entre los más comunes que pueden apreciarse en las inmediaciones del municipio se encuentran: sapito rayado (Atelopus cruciger), sapo común (Bufo marinus) y la rana cantora o rana blanca (Hypsiboas crepitans). En relación con los reptiles se observan lagartijas (Polychrus marmoratus), lagartos del género Ameiva (Ameiva ameiba, así como Cnemidophorus lemniscatus y Mabuya agilis); la iguana (Iguana iguana) y la cieguita (Amphisbaena alba); entre las culebras destaca por su peligrosidad la presencia del género Micrurus (Micrurus isozonus), la barba amarilla (Bothrops atrox) y la cascabel tropical (Crotalus durissus)

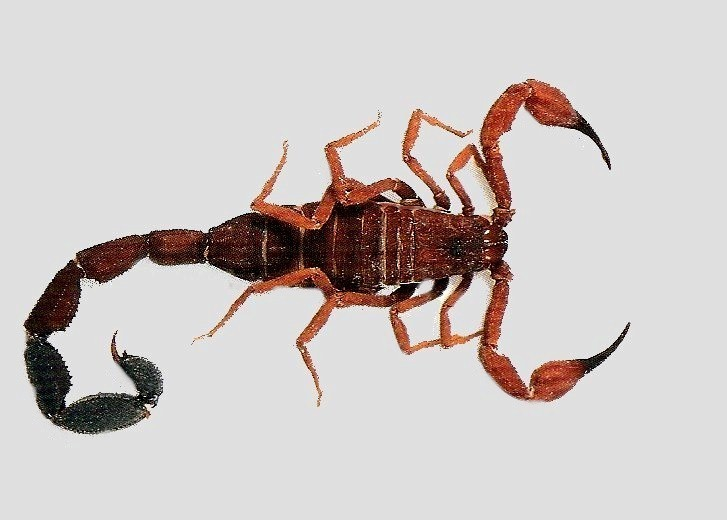
Tityus discrepans

En relación con la ictiofauna hatillana hay que indicar que esta estrechamente relacionada con la fauna del río Guaire y que en la actualidad esta prácticamente extinta o restringida a la parte alta de los ríos de la cuenca debido al alto estado de contaminación las aguas.
En relación con la fauna de invertebrados se puede indicar que son elementos representativos de la fauna municipal los escorpiones, destacando dos especies por sus altas densidades poblacionales: Tityus discrepans y Broteochactas gollmeri, además de otras especies con densidades poblacionales menores comunes u accidentales de la escorpiofauna hatillana. También para El Hatillo se han realizado estudios de su malacofauna y carcinofauna, en este sentido destaca la presencia del gastrópodo invasor conocido como caracol gigante africano (Lissachatina fulica) la cual ha sido fuertemente combatida en el área municipal.

### Flora

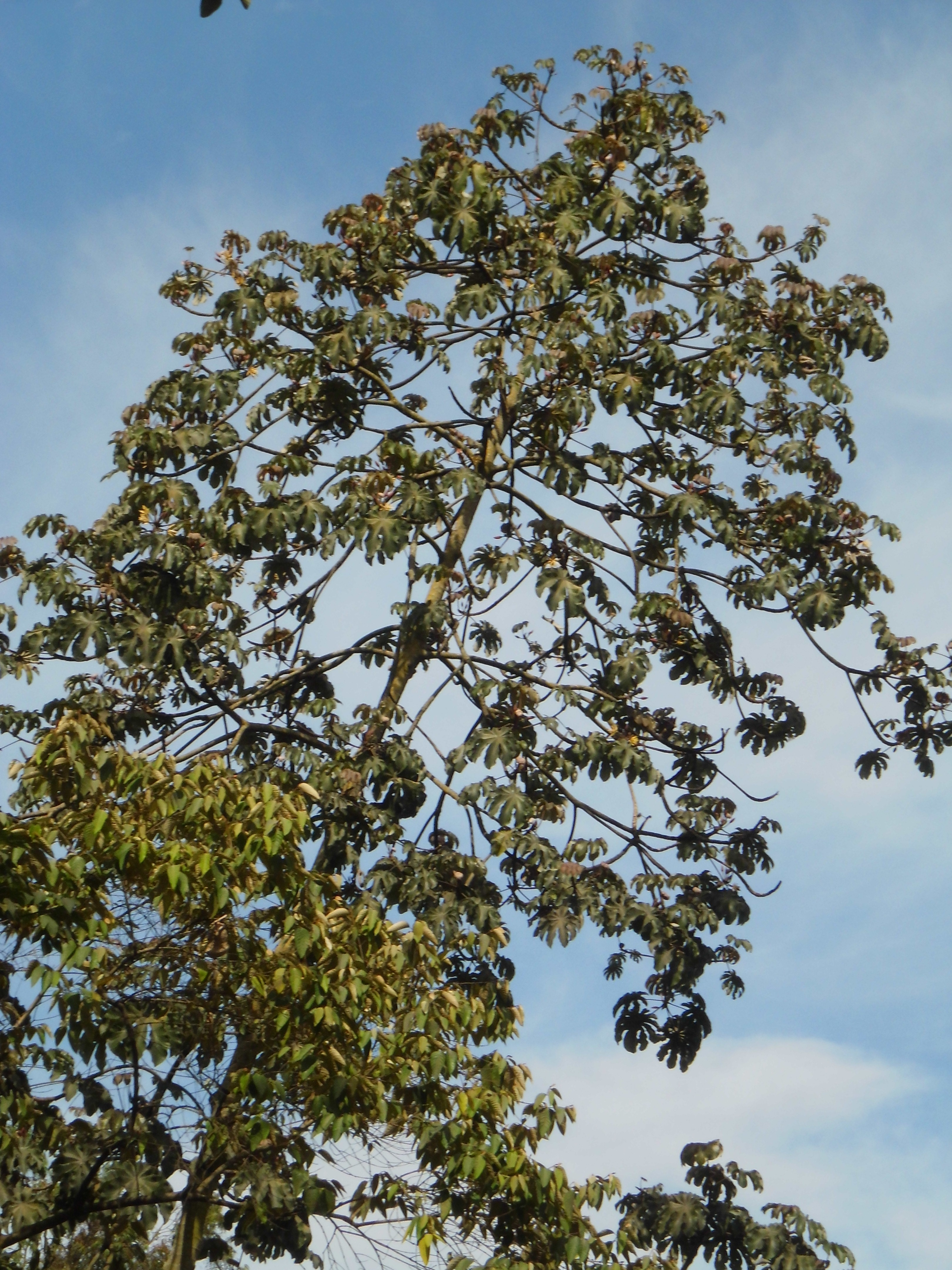
Yagrumo (Cecropia peltata)

La flora de El Hatillo se caracteriza por ser la típica de una zona de bosque nublado también denominada como selva subtropical, selva pluvial, selva higrófila o umbrófila, típicas de la cordillera de la costa  y localizadas comúnmente entre 700 y 2500 m s. n. m.
Entre los árboles comunes a encontrar en el bosque circundantes del municipio están, el cucharón o niño (Gyranthera caribensis),  el cedro amargo  (Cedrela mexicana),  lechoso del género Sapium (Sapium stylare),  yagrumos (Cecropia peltata), yagrumo macho (Schefflera morototoni), bucare (Erythrina poeppigiana), ceiba (Ceiba pentandra), indio desnudo (Bursera simaruba); en algunas partes del municipio la flora autóctona ha sido intervenida y se le ha reemplazado por árboles frutales como el guamo (Inga fastuosa),  mango (Mangifera indica), naranja (Citrus × sinensis), mandarina (Citrus × tangerina), guayaba (Psidium guajava), pomarrosa (Syzygium jambos), aguacate (Persea americana) y cambur (Musa × paradisiaca).
En el área urbana del municipio es común ver diferentes tipos de árboles ornamentales, entre los que pueden destacarse los eucaliptos (Eucalyptus camaldulensis), apamates (Tabebuia rosea), araguaneyes (Tabebuia chrysantha), caobos (Swietenia macrophylla), jabillos (Hura crepitans), cujíes (Vachellia farnesiana), samánes (Pithecellobium saman), bambúes (Bambusa vulgaris), riqui riquis (Heliconia latispatha) y uñas de danta (Philodendron).

## Ecología

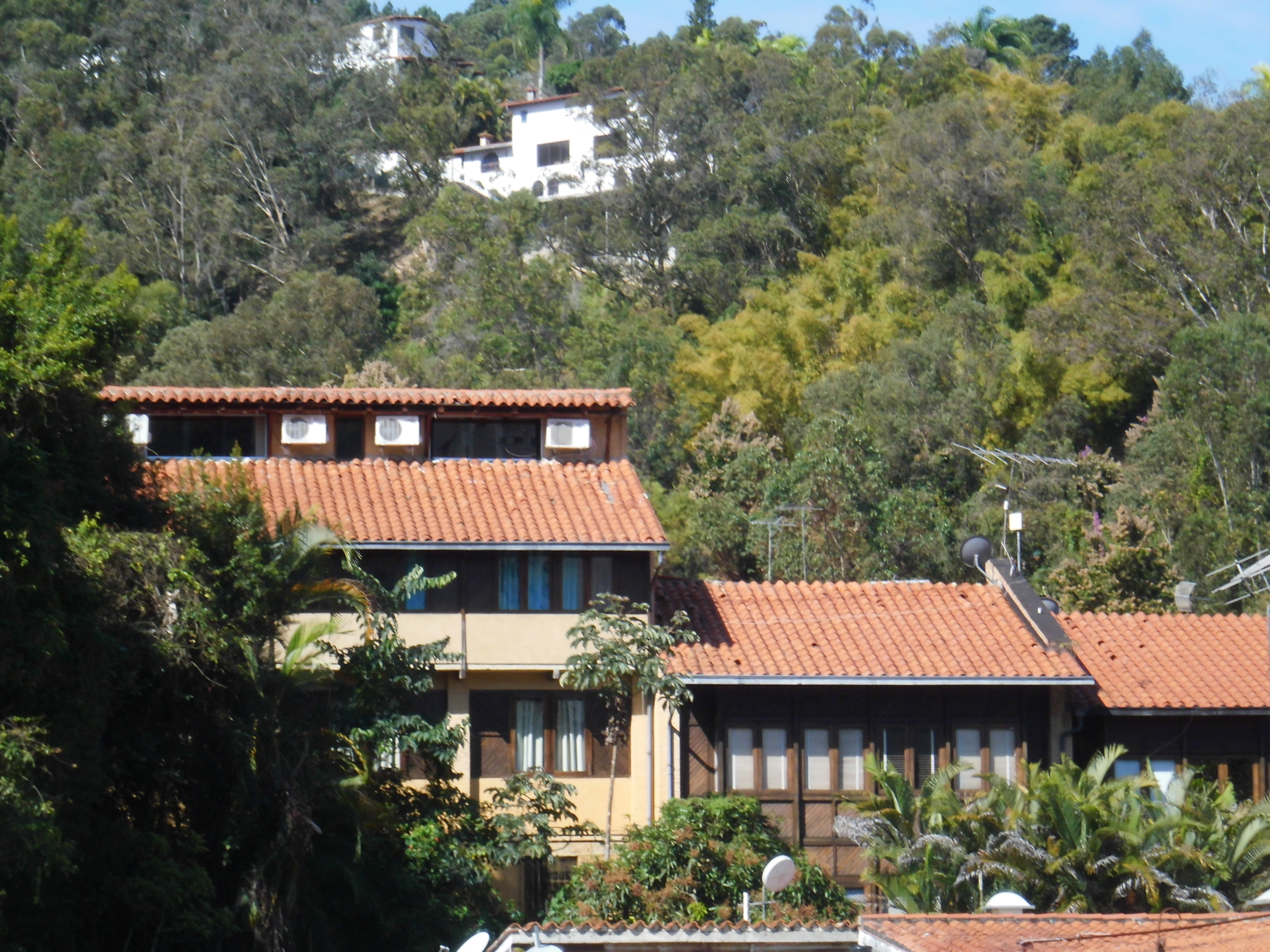
Vista donde se observan las zonas boscosas en el área residencial de La Boyera

El municipio El Hatillo es un área de la ciudad de Caracas donde gran parte de su territorio son áreas no intervenidas o poco intervenidas, razón por la cual constituye un reservorio de la fauna y flora autóctona típica de la ciudad de Caracas. En el municipio se ha venido desarrollando conciencia de la importancia de la conservación ambiental, para tal fin cuenta con el Instituto Autónomo de Gestión Ambiental (IAGA) que cumple la función de protección de flora y fauna de las áreas boscosas y zonas verdes del municipio. También a través de IAGA y la agrupación EcoClick se ha iniciado una campaña para incentivar en el municipio el reciclaje. Por parte del sector privado se tiene proyectos como Topotepuy que ha desarrollado un proyecto de observación de aves en área municipal.

## Demografía

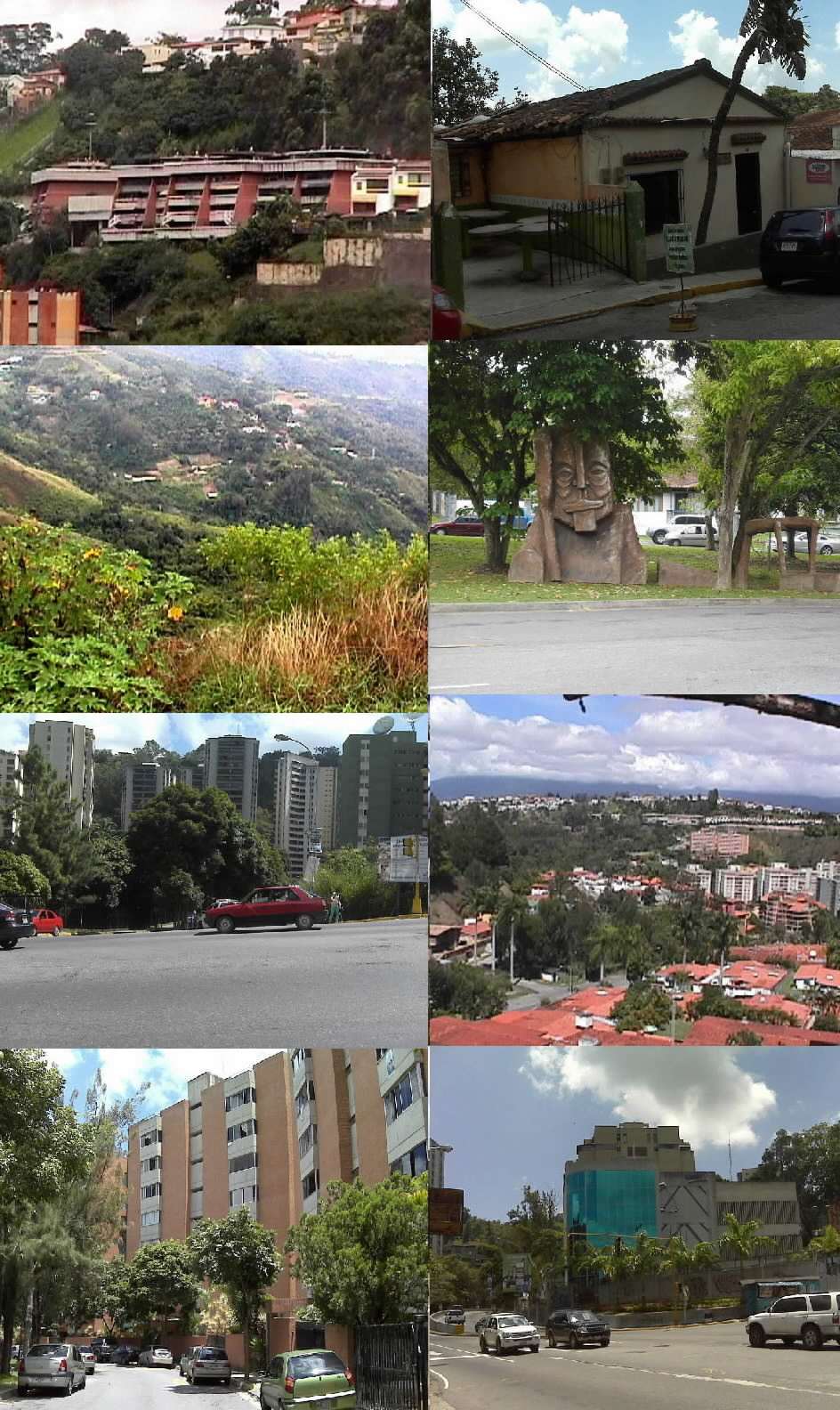
Comunidades del municipio El Hatillo: Alto Hatillo, El Hatillo, La Mata, La Lagunita, El Cigarral, La Boyera, Los Pinos 1 y 2

La población del municipio El Hatillo es de aproximadamente 69 643 habitantes (censo 2016) (incluyendo a todo el municipio sin excepciones) lo que supone una densidad demográfica de 859,7 habitantes por km² 

### Comunidades urbanas
Pueblo de El Hatillo, El Calvario, La Lagunita, Alto Hatillo, La Boyera, Las Marías, Oripoto, Los Pomelos, Lomas del Sol, El Solar Del Hatillo, Los Naranjos, Los Geranios, La Cabaña, Cerro Verde, Llano Verde, Hacienda El Encantado, Colinas de La Tahona, Vista El Valle, Los Olivitos, Los Guayabitos, El Cigarral, Los Pinos, La Lagunita Country Club, Lomas  La Lagunita, Bosques de La Lagunita, Altos de Villanueva, Loma Linda, El Manantial, Cantarrana, El Arroyo, Lomas del Halcón, Altos del Halcón y Los Robles.

### Comunidades rurales
La Unión, El Otro Lado, Corralito, Turgua, La Hoyadita, Plan de la Madera, Sabaneta, La Mata, Caicaguana, La Tiama, El Peñón de Gavilán, Gavilán, El Hatillo, Altos del Halcón y el caserío Los Naranjos Rural.
Corralito, zona rural del municipio, que antiguamente estaba constituida por fincas donde se cultivaban naranjas, mandarinas, y hortalizas, actualmente es un sector habitacional rural, donde se están desarrollando algunas urbanizaciones como Mirador de La Unión y Colinas de Corralito.
Entre los principales problemas de los habitantes del sector de la zona rural Turgua están la escasez de agua potable, la electricidad y el transporte público.

## Educación

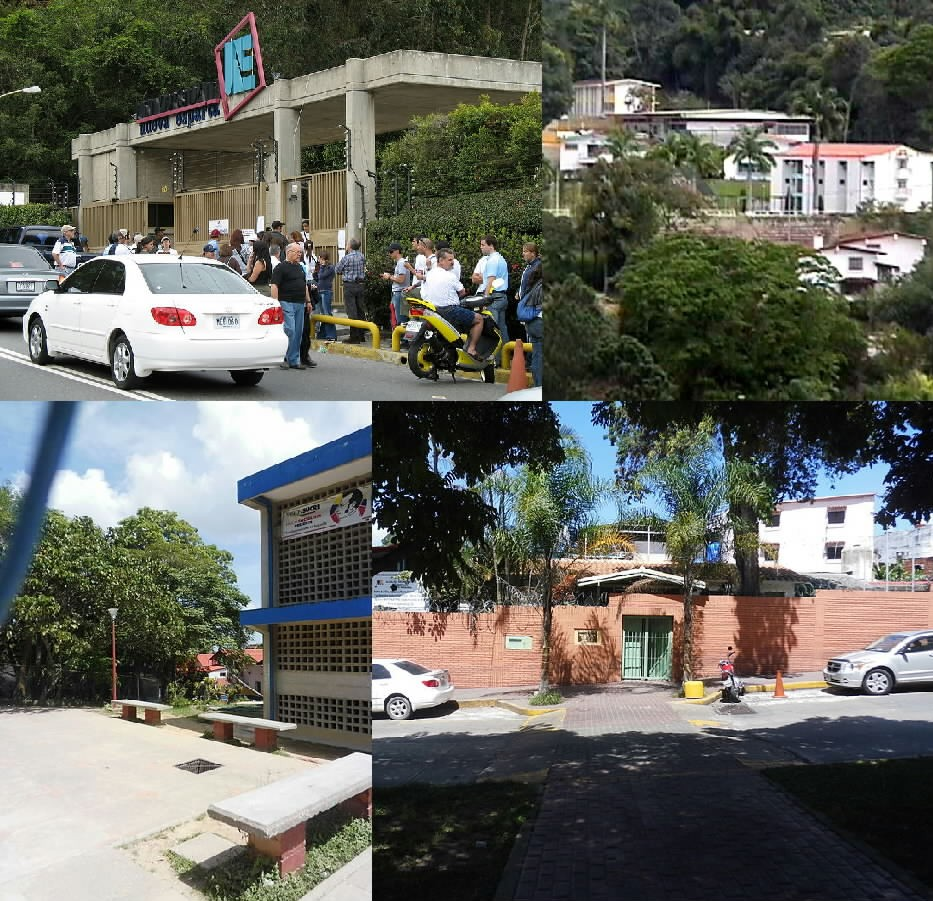
Universidad Nueva Esparta, Seminario San José, escuela Conopoima y colegio Juan Manuel Cajigal

El municipio cuenta con una red de escuelas públicas y algunas instituciones privadas.
Los principales colegios públicos son: Conopoima (primaria), Juan Manuel Cajigal (primaria), Juan de Escalona (secundaria) y Abilio Reyes Ochoa (primaria, media y diversificada).
Los principales colegios privados son: colegio Claret, colegio Champagnant, Liceo Los Arcos, colegio Caniguá, Instituto Andes de Caracas, Instituto Cumbres de Caracas, y la Academia Merici.
También dentro del Municipio El Hatillo se ubica la sede principal de la UNE (Universidad Nueva Esparta)y el Seminario San José.
- Escuela Conopoima

La escuela Conopoima como la suelen llamar los habitantes del municipio El Hatillo es un colegio público y se localiza en la entrada en la avenida principal de la urbanización La Lagunita, es una de las instituciones educativa más antigua del municipio y sus orígenes se remontan a 1937 cuando era parte de las caballerizas de la antigua hacienda La Lagunita. En dichas instalaciones se le dictaban clases a los hijos de los peones y la hacienda pertenecía al presidente General Eleazar López Contreras; para 1943 en acto simbólico vendió los terrenos por un Bolívar para su uso público y así se originó la Escuela Conopoima. En las instalaciones originales, una edificación del siglo XIX ha operado desde su fundación. Para mediados de los años ochenta y noventa del siglo XX se le anexaron nuevas instalaciones para ampliar su capacidad de aulas, así como jardines en las áreas circundantes . Entre sus patrimonios la escuela Conopoima cuenta con ser poseedora de un nieto del Samán de Güere. Su nombre es en honor al mirandino cacique Conopoima quien fue un bravo guerrero que ganó muchas batallas contras los españoles durante la colonia en compañía del Cacique Guicaipuro.

## Símbolos

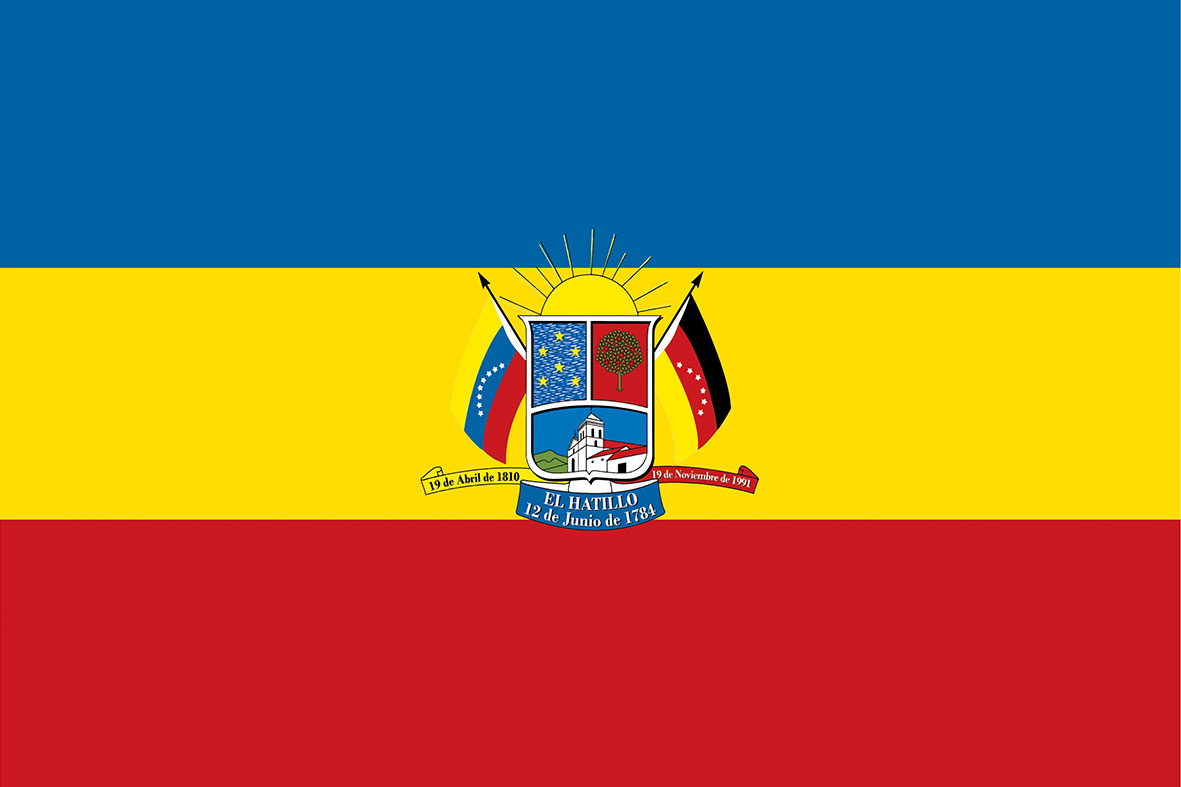
Bandera del Municipio El Hatillo.

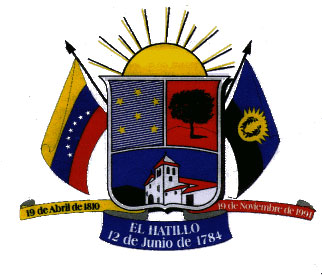
Escudo del Municipio El Hatillo. (antes)

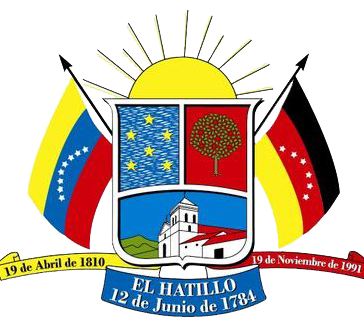
Escudo del Municipio El Hatillo. (Actualmente)

El municipio tiene una bandera tricolor en el siguiente orden: azul, amarillo y rojo, representando los colores de la bandera nacional. En la franja amarilla se encuentra el escudo municipal, en el cual resaltan 3 fechas muy importantes para el municipio, de izquierda a derecha, 19 de abril de 1810 (primer paso a la independencia de Venezuela), el 12 de junio de 1781 (fundación del pueblo de El Hatillo), y por último, 19 de noviembre de 1991 (declaración como municipio), en el escudo también se muestran el sol, la bandera nacional y la del estado Miranda, y tres cuarteles, en los que se destacan seis estrellas sobre un fondo azul (cuartel superior izquierdo), un árbol sobre un fondo rojo (cuartel superior derecho), y la iglesia Santa Rosalía de Palermo (cuartel inferior), todas estas figuras representan símbolos del municipio. El Himno de El Hatillo, seleccionado a través de un concurso municipal durante los años 90, tiene letra compuesta por Olga Acosta y música por Leste Paredes.

## Economía

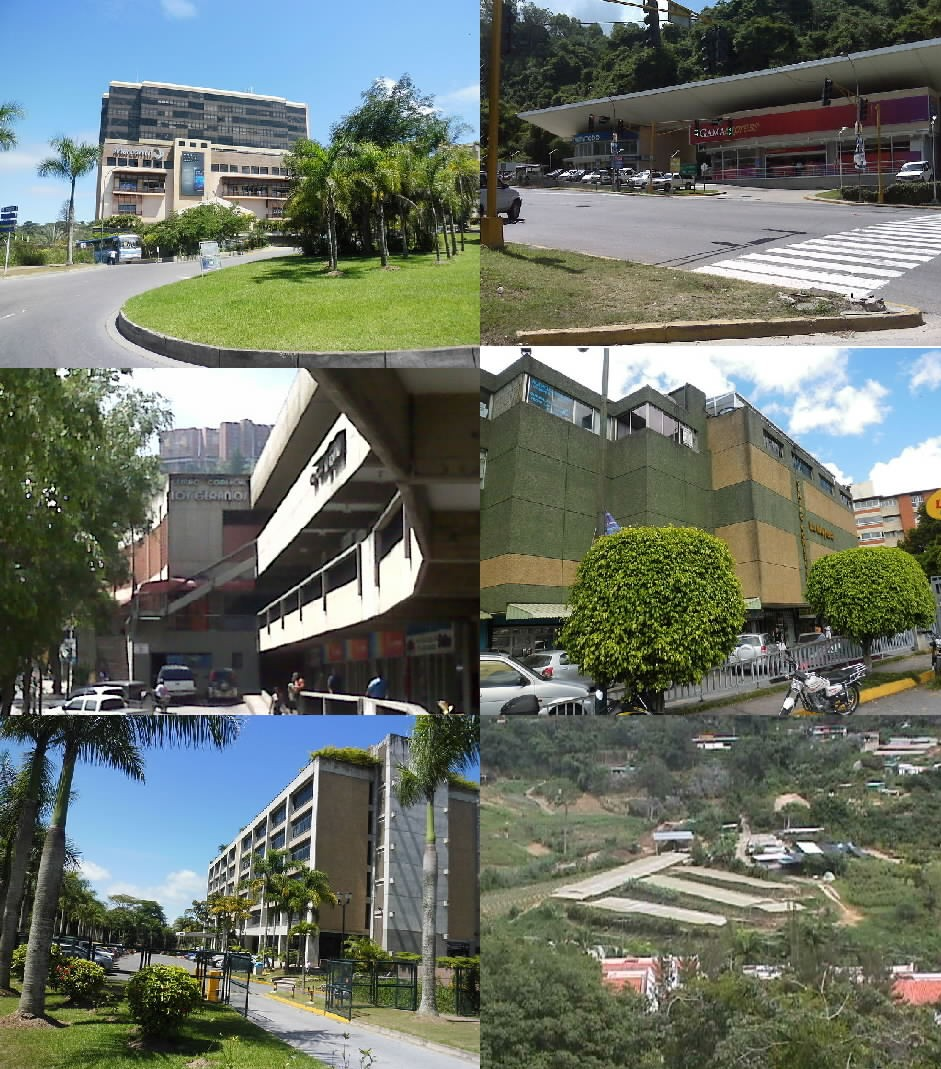
Centro Comercial Paseo El Hatillo, Express La Boyera, Centro Comercial Los Geraneos, Centro Comercial La Boyera, Centro empresarial La Lagunita y Zonas agrícolas en la Boyera

A pesar de su pasado agrícola (con importantes plantaciones de café y naranjas), en la actualidad, El Hatillo es un municipio mayoritariamente residencial, razón por la cual las principales actividades económicas del mismo están relacionadas con el comercio, bien sea en el casco histórico del pueblo de El Hatillo (con una importante actividad turística), o en los diferentes centros comerciales (Paseo El Hatillo, Terraza, Lomas de La Lagunita, La Boyera, Los Geranios, Galerías Los Naranjos, entre otros). En las comunidades rurales, la actividad agrícola (especialmente de hortalizas y frutos) sigue siendo una importante fuente de ingresos para sus habitantes. Además, en El Hatillo se ubica una de las principales canchas de golf del país (Lagunita Country Club), siendo una importante fuente de empleo para los habitantes del casco histórico y del sector El Calvario.
El Hatillo es un municipio donde se cuenta con museos, teatros, centros comerciales, instalaciones deportivas, sistemas de transmisión televisiva, radio y telefonía celular a pesar de que el municipio es reconocido más por sus casas de estilo colonial con fachadas de vivos colores, que por los edificios modernos que se levantan en los alrededores del casco urbano original de la población mientras conservan a la naturaleza en un estado aceptable.[cita requerida]

## Turismo

### Lugares de interés

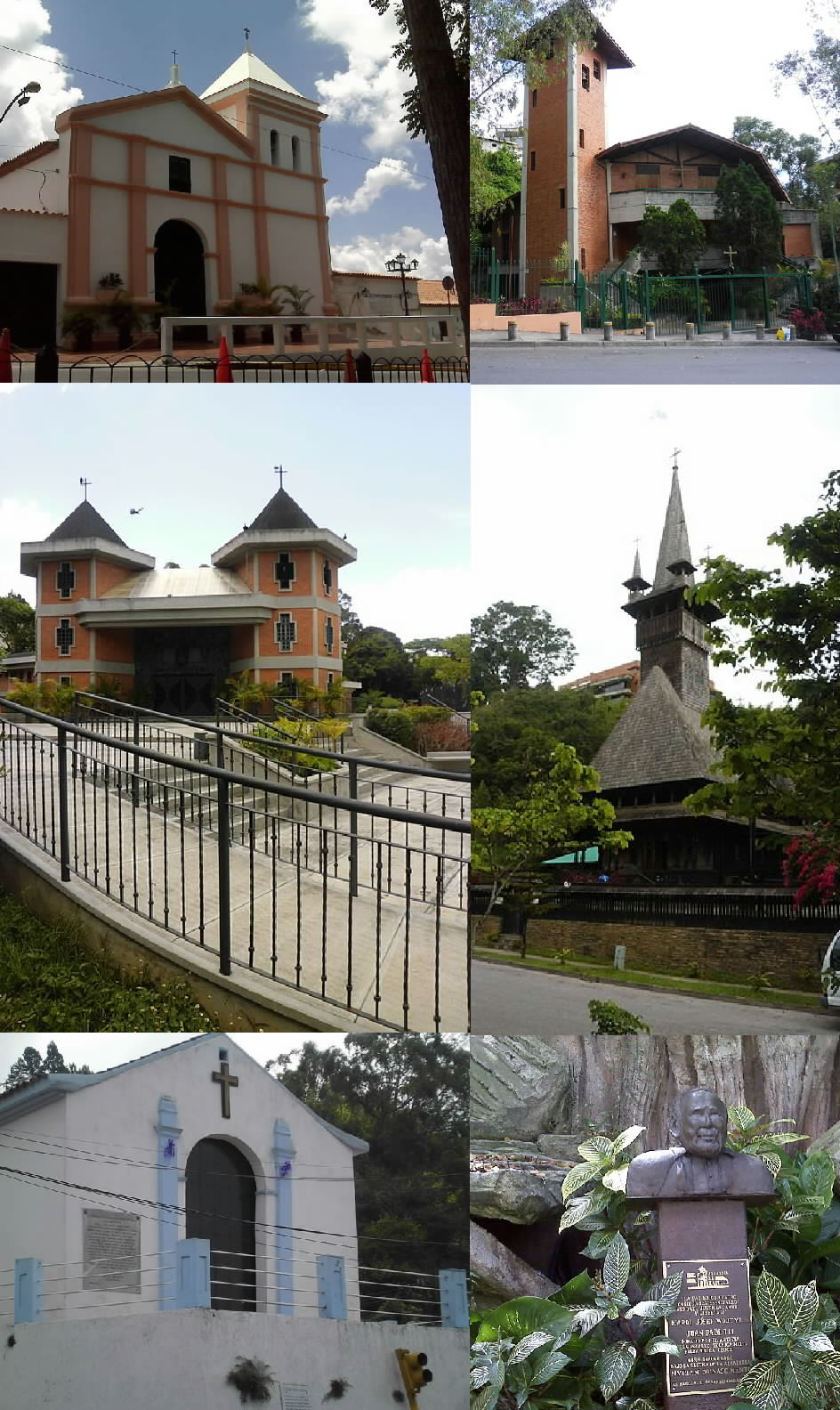
Sitios de interés religioso en el municipio El Hatillo: iglesia de Santa Rosalía, iglesia de La Anunciación del Señor, capilla de Santa Ana, iglesia de San Constantino y Santa Elena, capilla de El Calvario y Gruta del papa Juan Pablo II

#### Religiosos
El Hatillo cuenta con varios templos dedicados al culto, el principal de ellos es la Iglesia Santa Rosalía de Palermo, de religión católica, localizada en el pueblo de El Hatillo, en la cara este de la plaza Bolívar. Su primera piedra se colocó el 19 de diciembre de 1784 y la construcción estuvo a cargo del Ingeniero Militar maestro Juan Manuel Oses. La iglesia fue terminada y recibió su bendición el día 3 de septiembre de 1786. Fue declarada Monumento Histórico Nacional en 1960 y el arquitecto Graciano Gasparini la reconstruyó en 1968.
La Capilla de Santa Rosalía o del Calvario fue construida en el siglo XVIII y fue construida sobre tierras donadas por Baltasar de León García, fundador del pueblo[cita requerida]. Inicialmente fue construida de bahareque (con techos de caña brava y encima tejas), tenía sacristía y cementerio. La capilla fue dedicada en honor a Santa Rosalía de Palermo. El padre Juan Alonso Blanco y Ponce bendijo el 3 de septiembre de 1776, celebrándose misa en ella hasta que el Hatillo poseyó su estatus de parroquia independiente de Baruta.
Otra de las iglesias del municipio la localizamos en la urbanización La Boyera y es conocida el nombre de iglesia de la Anunciación del Señor. Presta servicio desde mediados de la década de 1980 y presenta capacidad para unos 300 feligreses.
La Iglesia de San Constantino y Santa Elena se localiza en la avenida sur de la urbanización La Lagunita. Fue donada por la Iglesia ortodoxa de Venezuela y el Gobierno de Rumania. El terreno para su edificación fue cedido por la Alcaldía. Fue inaugurada en 1999, y en dicho acto tomó parte Teoctist I, Patriarca de la Iglesia Ortodoxa Rumana para ese momento. Para su construcción se trajeron artesanos originarios del distrito de Maramureş en Transilvania, fue ensamblada sin clavos ni objetos metálicos en su estructura y está adornada con pinturas religiosas neobizantinas. Este es uno de los dos templos de este tipo que están localizados fuera de Rumania.

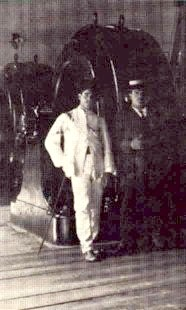
Estación El Encantado

Gruta o monumento al papa San Juan Pablo II está localizado en la intercomunal La Trinidad – El Hatillo, entre la entrada de la avenida 2 de la urbanización La Boyera y la primera entrada a la urbanización Los Pinos.  El busto San Juan Pablo II fue realizado por el artista Jorge González en el año 2007. El monumento fue inaugurado el 21 de septiembre de 2011  por la alcaldesa Myriam Do Nascimiento.
La Capilla de San Isidro se encuentra ubicada en la vía principal de la carretera de La Unión. San Isidro es el patrono de los agricultores a quien le rinden culto los habitantes de La Unión y toda la zona rural del municipio El Hatillo. Desde el 15 de mayo de 1963 se celebran las fiestas de San Isidro en la localidad.

#### Históricos
Estación El Encantado se trata de los restos de la que fue la primera central hidroeléctrica que suministró energía a la ciudad de Caracas. Inició sus actividades el 8 de agosto de 1897 y su administración estuvo a cargo de la Compañía Anónima Electricidad de Caracas fundada dos años antes en 1895 por el ingeniero Ricardo Zuloaga y estaba localizada al este de El Hatillo, al pie del Peñón de las Guacas y en la zona conocida como el cañón del río Guaire. Esta planta fue la primera de su tipo en Latinoamérica y la segunda del continente

#### Ecológicos y conservacionistas
Parque Cuevas del Indio, ubicado en el sector norte del municipio, en el peñón de los Naranjos, cerca del cementerio del Este. La cueva está incorporada en el Catastro Espeleológico Nacional de Venezuela con las siglas Mi.24.  y como parque es administrado por el Instituto Nacional de Parques, contando con estacionamiento y varios kioscos que pueden ser alquilados para la realización de piñatas o pícnic. Es una montaña formada de rocas calizas recubierta por abundante vegetación. Además de la cueva del Indio está la cueva del Pio, cuyo uno de los puntos de interés es el horno de cal que se encuentra a un kilómetro de la base del parque.

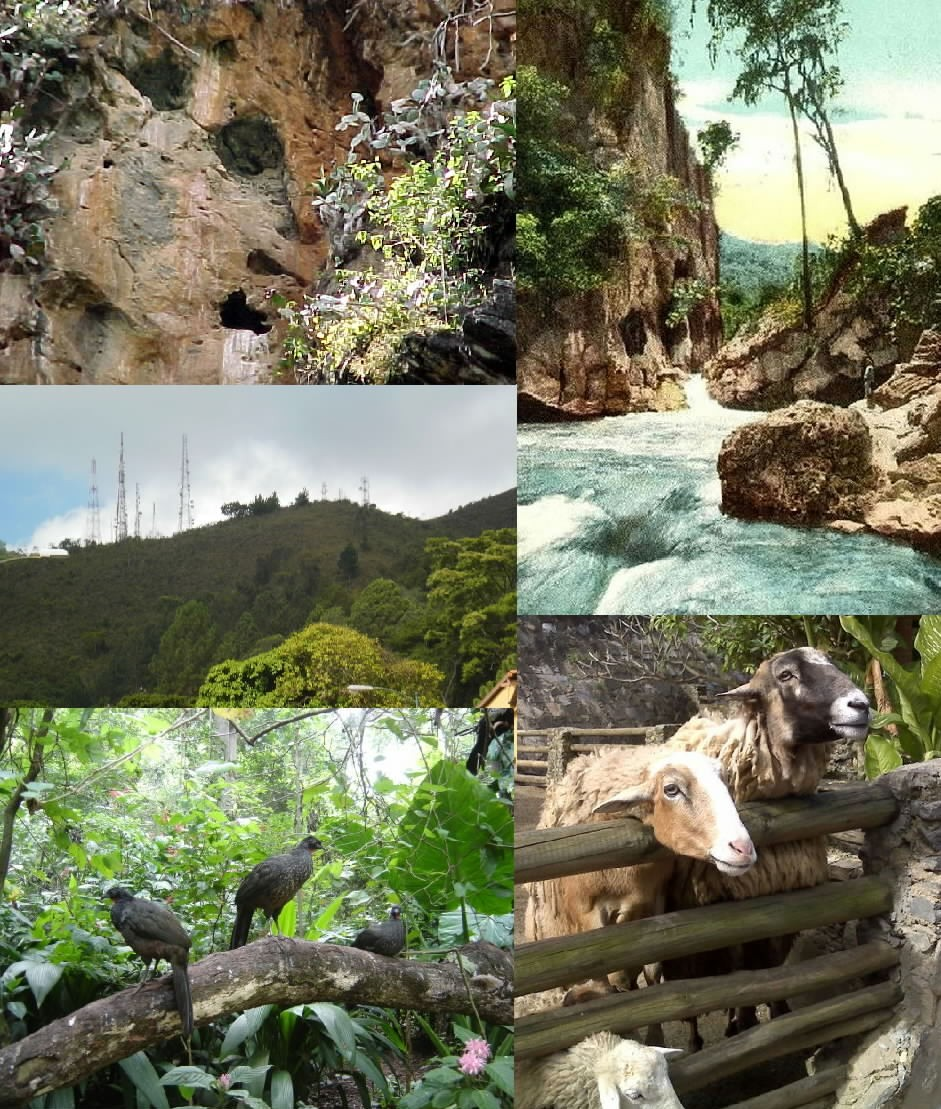
Áreas de interés ecológico: cuevas de Indio, cañón del río Guaire y cueva los Carros, cerro El Volcán, Guacharacas (Orthalis rufucauda) en quebrada La Boyera, Expanzoo.

La Cueva Zuloaga está localizada al sureste de la ciudad de Caracas, en el municipio El Hatillo (10° 26′ 03″ N – 66° 46′ 39″ O). Está incorporada en el Catastro Espeleológico Nacional de Venezuela con las siglas Mi.42 y presenta la mayor cavidad o caverna de la región capital con una longitud cercana a 0,5 km, se localiza en el Peñón de las Guacas o de los Carraos, en el sector Los Naranjos, al este de la urbanización La Lagunita. Se encuentra enclavada en mármoles de la Fase Zenda de la Formación Las Brisas del Jurásico Tardío y presenta afloramientos carsicos.
La Cueva los Carraos está localizada al sureste de la ciudad de Caracas, en el municipio El Hatillo del estado Miranda - Venezuela. La cueva está incorporada en el Catastro Espeleológico Nacional de Venezuela con las siglas Mi.14.
Cañón del río Guaire zona de El Encantado es una garganta rocosa por donde el río Guaire se desplaza en sentido sureste, se inicia esta condición al pasar en su recorrido por la población de Petare hasta la población de Santa Lucía ambas en el estado Miranda. Dicha zona constituye el lindero este del Municipio.
El Peñón de las Guacas o Peñón Los Carraos, es un promontorio o afloramiento rocoso que forma parte de la fase Zenda de la Formación Las Brisas del Jurásico tardío, dicho peñón se localiza en el sector Los Naranjos al este de la urbanización La Lagunita. Este peñón constituye un sitio de interés ecológico ya que en él y sus alrededores se localizan sitios históricos como los restos de la primera planta hidroeléctrica que surtió de electricidad a la ciudad de Caracas, conocida como "Estación El Encantado", la cual se localiza en la base del peñón en su sector noreste. En la ladera este del peñón se encuentra del denominado, canon del Río Guaire. Enclavadas en el peñón encontramos la cueva Zuloaga (Mi.42) y la cueva Los Carraos (Mi.14)
Cerro El Volcán (a veces señalado como "El Picacho de El Volcán" o "Cerro de las antenas") es el pico más alto del Municipio. Alcanza una elevación de 1.490 metros sobre el nivel del mar. Algunas antenas de telecomunicaciones, de radio y televisión, han sido instaladas en el tope del lugar para prestar servicio a la ciudad de Caracas. Sin embargo, el cerro se encuentra abierto para aquellas personas que deseen hacer senderismo. El Picacho de El Volcán además sirvió como punto de referencia para fijar los límites del municipio.
Expanzoo es un zoológico de contacto destinado para personas con necesidades especiales, dirigida a la educación especial de personas con retardo mental leve y moderado y síndrome de Down. Está Localizado al este de la urbanización La Lagunita. En este parque zoológico, con 8 hectáreas reforestadas con pinos y palmas, se puede compartir con animales de contacto y especies exóticas como canguros, renos, avestruces, alpacas, camellos y cebras.

## Política y gobierno
El poder público municipal en Venezuela se compone de dos ramas, la ejecutiva y la legislativa. El gobierno y administración del municipio corresponden al alcalde, como primera autoridad civil del territorio y representante del poder ejecutivo municipal. El Concejo municipal es la instancia legislativa del municipio, confirmados por concejales electos a nivel municipal, considerando que El Hatillo sólo posee una sola parroquia.
Entre las funciones de los organismos de gobierno del municipio (para la Alcaldía el de administrar y ejecutar, y para el Concejo la de legislar a través de ordenanzas) se encuentran las siguientes:
- Ordenación del territorio y urbanística (patrimonio histórico; vivienda de interés social; turismo local; parques y jardines, plazas, balnearios y otros sitios de recreación; arquitectura civil, nomenclatura y ornato público)
- Vialidad Urbana (administración y ordenación del tránsito de vehículos y peatones, incluyendo los servicios de transporte público)
- Actividades Culturales (espectáculos, publicidad con foco en el interés municipal y turismo local)
- Protección Ambiental (incluyendo las políticas y servicios de aseo urbano)
- Atención primaria de salud, servicios de protección al niño, adolescente y tercera edad.
- Educación preescolar pública, servicios de integración familiar, desarrollo comunitario y actividades deportivas.
- Servicios básicos (agua potable, electricidad y gas en coordinación con las instituciones y empresas del estado,; alcantarillado, canalización y disposición de aguas servidas, así como los servicios funerarios dentro del territorio.
- Justicia de paz, seguridad, prevención, y protección a través del servicio de la policía municipal.[85]

Todo municipio posee un Concejo de Planificación Pública que agrupa a las redes vecinales y parroquiales y que se encargan de diseñar el plan de desarrollo municipal y vigilar su cumplimiento y evolución.

### Poder Ejecutivo
El alcalde es la primera autoridad civil del municipio y jefe del ejecutivo municipal. Es electo por los ciudadanos inscritos en la jurisdicción electoral del municipio y su período es de 4 años con derecho a reelección. El alcalde actual de El Hatillo es Elías Sayegh.
Ver: alcalde del Municipio El Hatillo
| Periodo     | Alcalde                     | Partido Político / Alianza | % de votos | Notas |
| ----------- | --------------------------- | -------------------------- | ---------- | --- |
| 1992 - 1995 | Mercedes Hernández De Silva | COPEI                      | 35,08      | Primera Alcaldesa bajo elecciones directas |
| 1995 - 2000 | Flora Aranguren             | COPEI                      | -          | Segunda Alcaldesa bajo elecciónes directas. (se realizaron elecciones generales adelantadas en el 2000 debido a la aprobación de la Constitución de 1999) |
| 2000 - 2004 | Alfredo Catalán             | PRVZL                      | 45,64      | Tercer Alcalde bajo elecciones directas |
| 2004 - 2008 | Alfredo Catalán             | PRVZL                      | 38,57      | Reelecto |
| 2008 - 2013 | Myriam Do Nascimento        | AD                         | 44,20      | Cuarta Alcaldesa bajo elecciones directas. (se postergan 1 año las elecciones municipales pautadas para finales del 2012)                                 |
| 2013 - 2017 | David Smolansky             | VP / MUD                   | 44,24      | Quinto Alcalde bajo elecciones directas |
| 2017        | Reinaldo Díaz               | VP / MUD                   | -          | Alcalde Interino, designado por el Concejo Municipal hasta la realización de elecciones                                                                   |
| 2017 - 2021 | Elías Sayegh                | IPP                        | 52,15      | Sexto Alcalde bajo elecciones directas. |
| 2021 - 2025 | Elías Sayegh                | FV / MUD                   | 71,2       | Reelecto. |
| 2025 - 2029 | Fernando Malena             | MOVEV                      | 64,01      | Séptimo Alcalde bajo elecciones directas. |

### Poder Legislativo
El Concejo municipal es el órgano legislativo del municipio. Fue creado en 1992 con la creación del municipio y contaba con 9 integrantes o Concejales. Desde la entrada en vigencia de la nueva Constitución de Venezuela (1999) y el nuevo ordenamiento municipal y hasta la actualidad, el Concejo municipal se compone de siete (7) Concejales.
Ver: Concejo Municipal El Hatillo (detalles y composición histórica)
VII Legislatura* (2021 - 2025)
| Concejales:       | Partido político / Alianza |
| ----------------- | -------------------------- |
| Daniel Pérez      | FV/MUD                     |
| Aracelis Romero   | FV/MUD                     |
| Omar Nowak        | FV/MUD                     |
| Marco Facenda     | AD/MUD                     |
| Fernando Melena   | FV/MUD                     |
| Yolanda Rodríguez | FV/MUD                     |
| Dexy Gomez        | PSUV                       |

(*) Instalada el 26 de noviembre de 2021, tras las elecciones regionales del 21 de noviembre de 2021.